# Obereopsis aterrima
Obereopsis aterrima là một loài bọ cánh cứng trong họ Cerambycidae.